# بزرگراه‌های غریب
بزرگراه‌های غریب (به انگلیسی: Strange Highways) عنوان ششمین آلبوم استودیویی گروه هوی متال دیو است که برای اولین بار در ۱۹۹۴ با همکاری شرکت نشر رپرایز منتشر شد. این آلبوم اولین آلبوم گروه دیو پس از تشکیل مجدد دوباره گروه بلک سبث توسط رانی جیمز دیو و وینی اپایس بود.

## فهرست آهنگ‌ها
تمامی اشعار توسط رانی جیمز دیو نوشته شده‌است و همچنین نوشتن موسیقی این آهنگ‌ها بر عهده دیو، تریسی جی، جف پیلسن و وینی اپایس بوده‌است.
1. «عیسی مریم و روح مقدس» (دیو، جی، پیلسن) - ۴:۱۳
2. «سرآتشین» - ۴:۰۶
3. «بزرگراه‌های غریب» - ۶:۵۴
4. «هالیوود سیاه» (دیو، جی، اپایس) - ۵:۱۰
5. «پلیدی» - ۵:۳۷
6. «درد» (دیو، جی) - ۴:۱۴
7. «یک گام به سوی گور» - ۴:۰۱
8. «به او تفنگ بده» (دیو، جی، پیلسن) - ۵:۵۸
9. «خون یک سنگ» - ۴:۱۴
10. «از اینجا به تو مربوط است» - ۳:۲۴
11. «باران را پایان ده» - ۵:۴۵

## رتبه‌ها

### آلبوم‌ها
| سال  | آلبوم           | رتبه        | رتبه                          |
| ---- | --------------- | ----------- | ----------------------------- |
| سال  | آلبوم           | بیلبورد ۲۰۰ | جدول موسیقی آلبوم‌های بریتانیا |
| ۱۹۹۴ | بزرگراه‌های غریب | #۱۴۲        | #۵                            |

## سازندگان
- رانی جیمز دیو - خواننده
- تریسی جی - نوازنده گیتار
- جف پیلسن - نوازنده گیتار باس و کیبورد
- وینی اپایس - نوازنده درامز
- ضبط شده در استودیو رامبو، آمریکا، کالیفرنیا، لس آنجلس
- تهیه‌کننده، طرح و مدیریت و تنظیم از مایک فریزر
- تنظیم شده در استودیو رکورد پلنت، آمریکا، کالیفرنیا، لس آنجلس
- ضبط ابتدایی توسط جرج مارینو در استودیو استرلینگ ساند، آمریکا، نیویورک
- طرح روی جلد توسط ویل ریس